# مشروع 22160 (فئة سفينة دورية)
مشروع 22160  (Project 22160-class patrol ship) فئة سفن دورية كبيرة يجري بناؤها لصالح البحرية الروسية. وتهدف السفن في المقام الأول للقيام بواجبات مثل الدوريات والمراقبة والحماية في البحار المفتوحة والمغلقة. بدأ إنشاء أول سفينة -والتي سُميت فاسيلي بيكوف Vasily Bykov - في فبراير 2014.، وكانت الخطة تشمل تسليم 6 سفن من هذه الفئة للبحرية الروسية قبل العام 2020.

## التطوير ومزايا التصميم
تم تطوير السفينة الدورية مشروع 22160 من قبل مكتب تصميم سيفرنوي Severnoye لأغراض الدفاع، وحماية المنطقة الاقتصادية البحرية. وأثناء الحرب، من المفترض أن 
تضمن السفن الدورية من هذه الفئة، استقرار القوات والمرافق البحرية بالدفاع عن مناطق القواعد، والتحذير من الهجوم من مختلف قوات العدو. وعلاوة على ذلك، فهذه تعد أيضاً أيضا مثالية في مهام البحث والإنقاذ Search-and-rescue missions SAR ، ومرافقة القوافل، ومحاربة القراصنة.

وتتميز سفن فئة المشروع 22160 بتصميمها الوحداتي Modular، حيث يبلغ طول السفينة 94 متر، وعرضها 14 مترًا، والغاطس 3.4 مترًا، وإزاحتها 1500 طنًا (في المتوسط)، ويمكنها استيعاب ما يصل إلى 80 فردًا.

وتم تجهيز السفينة بحظيرة تلسكوبية ومهبط لمروحية إنقاذ من نوع كاموف كا-27 Ка-27PS مع مرافق للإقلاع والهبوط وخدمة للمروحية التي قد يصل وزنها إلى 12 طناً.

## الدفع والأداء
يتم دفع السفينة الدورية من فئة المشروع 22160 بنظام الدفع من نوع شراكة ديزل وغاز CODAG وبطاقة إنتاجية إجمالية تبلغ 25000 كيلو وات، وتشمل منظومة الدفع المركبة في السفينة مولدات ديزل وتوربينات غازية.
السرعة الدورية للسفينة هي حوالي 30 كم ساعة (16 عقدة)، أما السرعة القصوى لها فتبلغ 56 كم/ساعة (30 عقدة). ولدى السفينة نطاق إبحار يبلغ 9700 كم تقريباً (6000 ميل) وذلك عند اإبحار بالسرعة الدورية (30 كم/ساعة)، وبقدرة تحمل (بقائية) تصل إلى 60 يومًا. ويتكون طاقم السفينة من 80 فرداً مابين ضباط وبحارة.يتم دفع السفينة الدورية من فئة المشروع 22160 بنظام الدفع من نوع شراكة ديزل وغاز CODAG وبطاقة إنتاجية إجمالية تبلغ 25000 كيلو وات، وتشمل الأنظمة الكهربائية المركبة في السفينة أربعة مولدات ديزل بقدرة 300 كيلو واط لكل منها، ومولد ديزل للطوارئ بقدرة 100 كيلو وات، ومولد ديزل بالميناء.
السرعة الدورية للسفينة هي حوالي 30 كم ساعة (16 عقدة)، أما السرعة القصوى لها فتبلغ 56 كم/ساعة (30 عقدة). ولدى السفينة نطاق إبحار يبلغ 9700 كم تقريباً (6000 ميل) وذلك عند اإبحار بالسرعة الدورية (30 كم/ساعة)، وبقدرة تحمل (بقائية) تصل إلى 60 يومًا. ويتكون طاقم السفينة من 80 فرداً مابين ضباط وبحارة.

## التسليح

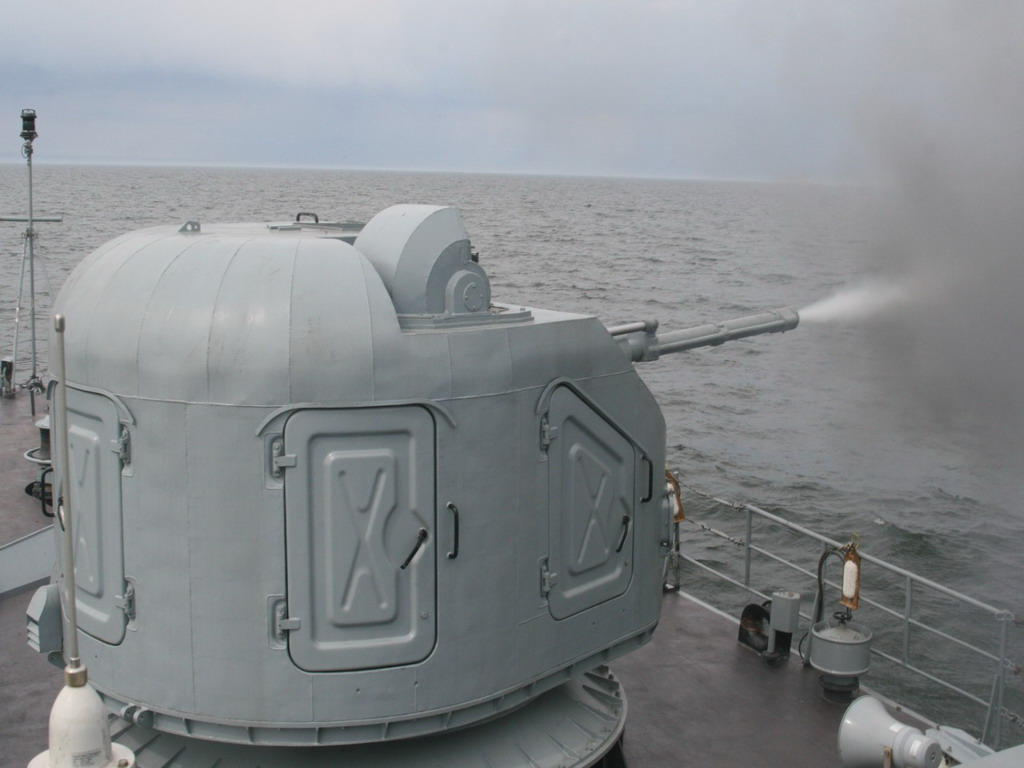
مدفع Ak-176MA عيار 76.2 ملم

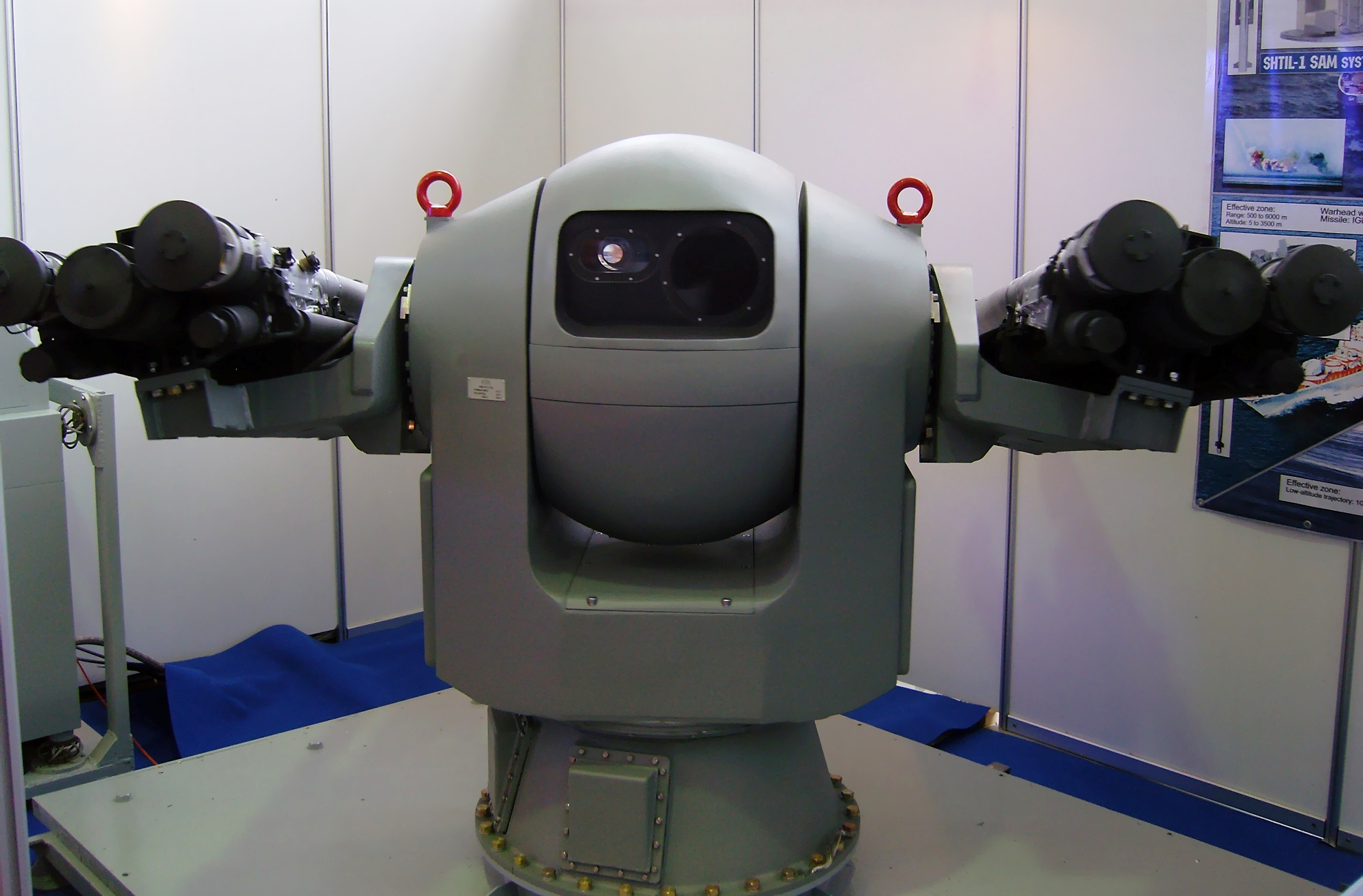
منظومة جيبكا 3M-47 Gibka

تمتاز سفن هذه الفئة بقوة نيرانية كبيرة، وفيما يلي أهم ملامحها:

### مدفع رئيسي
1 × مدفع اتوماتيكي مزدوج الغرض عيار 76,2 ملم من فئة AK–176MA 

أو 1 × 57 ملم فئة AK-220M ، أتوماتيكي مزدوج الغرض التلقائي (لنسخة التصدير)

### صواريخ كروز
خلايا VLS نظام Kalibr-NK (مقترح)

منظومة صواريخ Club-N (لنسخة التصدير)

### دفاع جوي
نظام الدفاع الجوي Shtil-1 VLS (مقترح)

3M-47 Gibka نظام الدفاع الجوي البحري (نسخة التصدير)

### متنوع
- 2 × 14.5 ملم رشاشات آلية MTPU

- قاذفة قنابل تلقائية DP-65 10 مضادة للتخريب.

- قاذفة قنابل تلقائية DP-64 2 مضادة للتخريب.

- وحدات حاوية متنوعة، وتشمل وحدات سلاح مثل طوربيدات Paket-NK عيار 324 ملم، وUran-K ، و Kalibre-K

## الإلكترونيات

### الملاحة والاتصالات
بمجرد تركيب الرادار الملاحي Pal-N أعلى مقصورة القيادة على متن السفينة يعمل على مسح الأهداف الجوية أو السطحية وكشفها وتحديد وهويتها وتتبعها من أجل المناورة الآمنة. وقد تم تصميم رادار البحث جو/سطح ذو المصفوفة المسطحة الطورية Pozitiv-ME1 ، والذي يقع أيضًا في الجزء من مقصورة القيادة، لاكتشاف وتتبع الأهداف الجوية والسطحية. ويقوم نظام سونار بالادا Pallada sonar system على متن السفينة الدورية بكتشف وتتبع الغواصين، بينما يقوم سونار Vinyetka-EM السلبي/النشط بكشف سفن السطح، والغواصات، والطوربيدات. وكما تم كذلك تزويد بدن السفينة بالسونار MGK-335EM-03.

### التدابير المضادة
يوفر نظام نشر شراك المدى القريب PK-10 الحماية ضد الأسلحة الموجهة كهرو-بصريًا والرادارات. كما يستخدم نظام التدابير المضادة TK-25 المتموضع على السسفينة، لخداع أجهزة السونار، والرادار، والأجهزة الليزرية.

## سفن الفئة
| الاسم            | البناة                     | بدء البناء     | التدشين       | دخول الخدمة | الأسطول            | الحالة         |
| ---------------- | -------------------------- | -------------- | ------------- | ----------- | ------------------ | -------------- |
| فاسيلي بيكوف     | حوض بناء السفن زيلينودولسك | 26 فبراير 2014 | 28 أغسطس 2017 | 2018        | أسطول البحر الأسود | إختبارات البحر |
| ديميتري روجاتشيف | حوض بناء السفن زيلينودولسك | 25 يوليو 2014  |               | 2018        | أسطول البحر الأسود | قيد الإنشاء    |
| بافيل درزهافين   | حوض بناء السفن زاليف       | 18 فبراير 2016 |               | 2018        | أسطول البحر الأسود | قيد الإنشاء    |
| سيرجي كوتوف      | حوض بناء السفن زاليف       | 8 مايو 2016    | 29 يناير 2021 |             | أسطول البحر الأسود | تجارب البحر    |
| فيكتور فليكي     | حوض بناء السفن زيلينودولسك | 25 نوفمبر 2016 |               |             | أسطول البحر الأسود | قيد الإنشاء    |
| نيقولاي سيبياجين | حوض بناء السفن زيلينودولسك | 13 يناير 2018  |               |             | أسطول البحر الأسود | قيد الإنشاء    |

## التصدير
يتم التفاوض على تسليم سفن الدوريات من فئة مشروع 22160 إلى الجزائر وأوروغواي والجابون والفلبين.

 الجزائر: هناك قرار من وزارة الصناعة والتجارة في الاتحاد الروسي ببناء 4 سفن دورية 22160 لعميل أجنبي. وهذه السفن مزودة بنظام صواريخ CLUB-N ونظام الصواريخ المضادة للطائرات (بالما Palma مع صواريخ SOSNA بعدد وحدتين) على أن يتم بناء سفينة واحدة في الاتحاد الروسي، و 3 سفن لدى العميل الأجنبي، ووثائق المصنع تشير إلى أن الاتفاق كان مع الجزائر “العميل الأجنبي”. وقد تم بالفعل إعداد المواد اللازمة لبناء السفينة في الاتحاد الروسي وفي حوض بناء السفن من قبل المصنع وإرسالها إلى العميل المشار إليه.
وهناك قرار مماثل اتخذته وزارة الصناعة والتجارة في الاتحاد الروسي يتعلق ببناء سفن المشروع 22160 للفلبين وغابون، وكذلك لبناء سفينة دورية واحدة لأوروغواي.

## روابط خارجية
- تدشين سفينة الدورية سيرجي كوتوف